# Паланга
Пала̀нга (на литовски: Palanga; на полски: Połąga; на немски: Polangen) е курортен град в Западна Литва, Клайпедски окръг. Заема площ от 10,976 км2. Административен център е на градската Палангска община, простираща се до границата с Латвия на север. На територията ѝ е разположено малкото курортно градче Швентойи с археологически находки, датиращи от 3000 г. пр.н.е..

## География
Градът се намира в етнографската област Жемайтия. Разположен е на брега на Балтийско море северно от Клайпеда.

## Население
Населението на града възлиза на 17 642 души (2010). Гъстотата е 1607 души/км2.
Демография:
- 1823 – 800 души
- 1897 – 2400 души
- 1923 – 2000 души
- 1939 – 2500 души
- 1959 – 5700 души
- 1970 – 8091 души
- 1989 – 17 571 души
- 2001 – 17 623 души
- 2010 – 17 642 души

## Туризъм
Градът е най-посещаваният литовски морски курорт с плажна ивица дълга 18 км и на места широка до 300 м, допълнена с дюни и девствена природа.

## Забележителности
- Ботаническа градина – открита през 1897 година
- Дворецът на граф Феликс Тишкевич (днес „Музей на кехлибара“) – построен през 1897 година в стил нео-ренесанс.
- Морският кей – построен през 1997 година, дълъг 470 м
- Католическата църква „Успение Богородично“ – построена през 1906 година в нео-готически стил, висока 76 м, което я прави най-високата сграда в Паланга и до днес.

## Спорт
ФК Паланга е литовски футболен клуб.

## Личности
Родени в града:
- Владас Юргутис – литовски свещеник, икономист и професор
- Владас Пушкорюс – литовски музикант
- Йонас Жемайтис-Витаутас – литовски президент
- Игнас Пиктурна – литовски писател
- Рамуте Скучайте – литовска поетеса, драматург и преводач
- Лаймонас Тапинас – литовски писател

## Градове партньори
- Frederiksberg, Дания
- Юрмала, Латвия
- Лиепая, Латвия
- Лодз, Полша
- Устка, Полша
- Пярну, Естония
- Симрисхамн, Швеция

## Фотогалерия
- Парк около двореца
- Кей в Паланга
- Църква „Успение Богородично“
- Руската черква
- Летище „Паланга“
- Паметник на Йонас Басанавичяус
- Плажът на Паланга
- Главната улица „Басанавичяус гатве“